# IndyCar Series 2008
IndyCar Series 2008 kördes över 18 omgångar mellan 29 mars och 7 september. Mästare blev Scott Dixon, som vann Indianapolis 500 och ytterligare fem deltävlingar. Hans största konkurrent Hélio Castroneves vann två deltävlingar och tog åtta andraplatser och var med i titelfajten ända till slutet.
Castroneves vann det sista racet med 0,003646 sekunder, men Dixon hade ett så stort försprång att han ändå vann mästerskapstiteln.

## Stall och förare
| Team                       | Förare            | Förare           | Förare         | Förare       |
| -------------------------- | ----------------- | ---------------- | -------------- | ------------ |
| Andretti Green Racing      | Danica Patrick    | Tony Kanaan      | Marco Andretti | Hideki Mutoh |
| Chip Ganassi Racing        | Scott Dixon       | Dan Wheldon      |                |              |
| Team Penske                | Hélio Castroneves | Ryan Briscoe     |                |              |
| Rahal Letterman Racing     | Ryan Hunter-Reay  |                  |                |              |
| Panther Racing             | Vitor Meira       |                  |                |              |
| A.J. Foyt Enterprises      | Darren Manning    |                  |                |              |
| Newman/Haas/Lanigan Racing | Justin Wilson     | Graham Rahal     |                |              |
| Vision Racing              | A.J. Foyt IV      | Ed Carpenter     |                |              |
| Roth Racing                | Jay Howard        | Marty Roth       |                |              |
| Dreyer & Reinbold Racing   | Buddy Rice        | Milka Duno       |                |              |
| Luczo-Dragon Racing        | Tomas Scheckter   |                  |                |              |
| Pacific Coast Motorsports  | Mario Domínguez   |                  |                |              |
| Conquest Racing            | Jaime Câmara      | Enrique Bernoldi |                |              |
| Sarah Fisher Racing        | Sarah Fisher      |                  |                |              |
| KV Racing Technology       | Oriol Servià      | Will Power       |                |              |
| Dale Coyne Racing          | Bruno Junqueira   | Mário Moraes     |                |              |
| HVM Racing                 | Ernesto Viso      |                  |                |              |

## Deltävlingar
| Datum       | Bana             | Vinnare           | Team                       | Rapport |
| ----------- | ---------------- | ----------------- | -------------------------- | ------- |
| 29 mars     | Homestead        | Scott Dixon       | Chip Ganassi Racing        | *       |
| 6 april     | Saint Petersburg | Graham Rahal      | Newman/Haas/Lanigan Racing | *       |
| 20 april    | Motegi           | Danica Patrick    | Andretti Green Racing      | *       |
| 20 april    | Long Beach       | Will Power        | KV Racing Technology       | *       |
| 27 april    | Kansas           | Dan Wheldon       | Chip Ganassi Racing        | *       |
| 25 maj      | Indianapolis 500 | Scott Dixon       | Chip Ganassi Racing        | *       |
| 1 juni      | Milwaukee        | Ryan Briscoe      | Team Penske                | *       |
| 7 juni      | Texas            | Scott Dixon       | Chip Ganassi Racing        | *       |
| 22 juni     | Iowa             | Dan Wheldon       | Chip Ganassi Racing        | *       |
| 28 juni     | Richmond         | Tony Kanaan       | Andretti Green Racing      | *       |
| 6 juli      | Watkins Glen     | Ryan Hunter-Reay  | Rahal Letterman Racing     | *       |
| 12 juli     | Nashville        | Scott Dixon       | Chip Ganassi Racing        | *       |
| 20 juli     | Mid-Ohio         | Ryan Briscoe      | Team Penske                | *       |
| 26 juli     | Edmonton         | Scott Dixon       | Chip Ganassi Racing        | *       |
| 9 augusti   | Kentucky         | Scott Dixon       | Chip Ganassi Racing        | *       |
| 24 augusti  | Sears Point      | Hélio Castroneves | Team Penske                | *       |
| 31 augusti  | Detroit          | Justin Wilson     | Newman/Haas/Lanigan Racing | *       |
| 7 september | Chicagoland      | Hélio Castroneves | Team Penske                | *       |

## Resultat

### Homestead
| Plats | Förare            | Team                   |
| ----- | ----------------- | ---------------------- |
| 1     | Scott Dixon       | Chip Ganassi Racing    |
| 2     | Marco Andretti    | Andretti Green Racing  |
| 3     | Dan Wheldon       | Chip Ganassi Racing    |
| 4     | Hélio Castroneves | Team Penske            |
| 5     | Ed Carpenter      | Vision Racing          |
| 6     | Danica Patrick    | Andretti Green Racing  |
| 7     | Ryan Hunter-Reay  | Rahal Letterman Racing |
| 8     | Tony Kanaan       | Andretti Green Racing  |
| 9     | A.J. Foyt IV      | Vision Racing          |
| 10    | Vitor Meira       | Panther Racing         |

### Saint Petersburg
| Plats | Förare            | Team                  |
| ----- | ----------------- | --------------------- |
| 1     | Graham Rahal      | Newman/Haas/Lanigan   |
| 2     | Hélio Castroneves | Team Penske           |
| 3     | Tony Kanaan       | Andretti Green Racing |
| 4     | Ernesto Viso      | HVM Racing            |
| 5     | Enrique Bernoldi  | Conquest Racing       |
| 6     | Hideki Mutoh      | Andretti Green Racing |
| 7     | Oriol Servià      | KV Racing Technology  |
| 8     | Will Power        | KV Racing Technology  |
| 9     | Justin Wilson     | Newman/Haas/Lanigan   |
| 10    | Danica Patrick    | Andretti Green Racing |

### Motegi
| Plats | Förare            | Team                     |
| ----- | ----------------- | ------------------------ |
| 1     | Danica Patrick    | Andretti Green Racing    |
| 2     | Hélio Castroneves | Team Penske              |
| 3     | Scott Dixon       | Chip Ganassi Racing      |
| 4     | Dan Wheldon       | Chip Ganassi Racing      |
| 5     | Tony Kanaan       | Andretti Green Racing    |
| 6     | Ed Carpenter      | Vision Racing            |
| 7     | Ryan Hunter-Reay  | Rahal Letterman Racing   |
| 8     | Darren Manning    | A.J. Foyt Enterprises    |
| 9     | Ryan Briscoe      | Team Penske              |
| 10    | Townsend Bell     | Dreyer & Reinbold Racing |

### Long Beach
| Plats | Förare           | Team                      |
| ----- | ---------------- | ------------------------- |
| 1     | Will Power       | KV Racing Technology      |
| 2     | Franck Montagny  | Forsythe Racing           |
| 3     | Mario Domínguez  | Pacific Coast Motorsports |
| 4     | Enrique Bernoldi | Conquest Racing           |
| 5     | Oriol Servià     | KV Racing Technology      |
| 6     | Franck Perera    | Conquest Racing           |
| 7     | Alex Tagliani    | Walker Racing             |
| 8     | David Martínez   | Forsythe Racing           |
| 9     | Ernesto Viso     | HVM Racing                |
| 10    | Jimmy Vasser     | KV Racing Technology      |

### Kansas
| Plats | Förare            | Team                  |
| ----- | ----------------- | --------------------- |
| 1     | Dan Wheldon       | Chip Ganassi Racing   |
| 2     | Tony Kanaan       | Andretti Green Racing |
| 3     | Scott Dixon       | Chip Ganassi Racing   |
| 4     | Hélio Castroneves | Team Penske           |
| 5     | Marco Andretti    | Andretti Green Racing |
| 6     | Hideki Mutoh      | Andretti Green Racing |
| 7     | Ryan Briscoe      | Team Penske           |
| 8     | A.J. Foyt IV      | Vision Racing         |
| 9     | Justin Wilson     | Newman/Haas/Lanigan   |
| 10    | Ed Carpenter      | Vision Racing         |

### Indianapolis 500
| Plats | Förare            | Team                     |
| ----- | ----------------- | ------------------------ |
| 1     | Scott Dixon       | Chip Ganassi Racing      |
| 2     | Vitor Meira       | Panther Racing           |
| 3     | Marco Andretti    | Andretti Green Racing    |
| 4     | Hélio Castroneves | Team Penske              |
| 5     | Ed Carpenter      | Vision Racing            |
| 6     | Ryan Hunter-Reay  | Rahal Letterman Racing   |
| 7     | Hideki Mutoh      | Andretti Green Racing    |
| 8     | Buddy Rice        | Dreyer & Reinbold Racing |
| 9     | Darren Manning    | A.J. Foyt Enterprises    |
| 10    | Townsend Bell     | Dreyer & Reinbold Racing |

### Milwaukee
| Plats | Förare            | Team                     |
| ----- | ----------------- | ------------------------ |
| 1     | Ryan Briscoe      | Team Penske              |
| 2     | Scott Dixon       | Chip Ganassi Racing      |
| 3     | Tony Kanaan       | Andretti Green Racing    |
| 4     | Dan Wheldon       | Chip Ganassi Racing      |
| 5     | Hélio Castroneves | Team Penske              |
| 6     | Oriol Servià      | KV Racing Technology     |
| 7     | Justin Wilson     | Newman/Haas/Lanigan      |
| 8     | Ernesto Viso      | HVM Racing               |
| 9     | Danica Patrick    | Andretti Green Racing    |
| 10    | Buddy Rice        | Dreyer & Reinbold Racing |

### Texas
| Plats | Förare            | Team                     |
| ----- | ----------------- | ------------------------ |
| 1     | Scott Dixon       | Chip Ganassi Racing      |
| 2     | Hélio Castroneves | Team Penske              |
| 3     | Ryan Briscoe      | Team Penske              |
| 4     | Dan Wheldon       | Chip Ganassi Racing      |
| 5     | Tony Kanaan       | Andretti Green Racing    |
| 6     | Hideki Mutoh      | Andretti Green Racing    |
| 7     | Vitor Meira       | Panther Racing           |
| 8     | Buddy Rice        | Dreyer & Reinbold Racing |
| 9     | Ed Carpenter      | Vision Racing            |
| 10    | Danica Patrick    | Andretti Green Racing    |

### Iowa Speedway
| Plats | Förare           | Team                   |
| ----- | ---------------- | ---------------------- |
| 1     | Dan Wheldon      | Chip Ganassi Racing    |
| 2     | Hideki Mutoh     | Andretti Green Racing  |
| 3     | Marco Andretti   | Andretti Green Racing  |
| 4     | Scott Dixon      | Chip Ganassi Racing    |
| 5     | A.J. Foyt IV     | Vision Racing          |
| 6     | Danica Patrick   | Andretti Green Racing  |
| 7     | Ryan Briscoe     | Team Penske            |
| 8     | Ryan Hunter-Reay | Rahal Letterman Racing |
| 9     | Will Power       | KV Racing Technology   |
| 10    | Graham Rahal     | Newman/Haas/Lanigan    |

### Richmond
| Plats | Förare            | Team                     |
| ----- | ----------------- | ------------------------ |
| 1     | Tony Kanaan       | Andretti Green Racing    |
| 2     | Hélio Castroneves | Team Penske              |
| 3     | Scott Dixon       | Chip Ganassi Racing      |
| 4     | Dan Wheldon       | Chip Ganassi Racing      |
| 5     | Oriol Servià      | KV Racing Technology     |
| 6     | Danica Patrick    | Andretti Green Racing    |
| 7     | Justin Wilson     | Newman/Haas/Lanigan      |
| 8     | Townsend Bell     | Dreyer & Reinbold Racing |
| 9     | Marco Andretti    | Andretti Green Racing    |
| 10    | Ernesto Viso      | HVM Racing               |

### Watkins Glen
| Plats | Förare           | Team                     |
| ----- | ---------------- | ------------------------ |
| 1     | Ryan Hunter-Reay | Rahal Letterman Racing   |
| 2     | Darren Manning   | A.J. Foyt Enterprises    |
| 3     | Tony Kanaan      | Andretti Green Racing    |
| 4     | Buddy Rice       | Dreyer & Reinbold Racing |
| 5     | Marco Andretti   | Andretti Green Racing    |
| 6     | Bruno Junqueira  | Dale Coyne Racing        |
| 7     | Mário Moraes     | Dale Coyne Racing        |
| 8     | Graham Rahal     | Newman/Haas/Lanigan      |
| 9     | Hideki Mutoh     | Andretti Green Racing    |
| 10    | Ernesto Viso     | HVM Racing               |

### Nashville
| Plats | Förare            | Team                     |
| ----- | ----------------- | ------------------------ |
| 1     | Scott Dixon       | Chip Ganassi Racing      |
| 2     | Dan Wheldon       | Chip Ganassi Racing      |
| 3     | Hélio Castroneves | Team Penske              |
| 4     | Tony Kanaan       | Andretti Green Racing    |
| 5     | Danica Patrick    | Andretti Green Racing    |
| 6     | Vitor Meira       | Panther Racing           |
| 7     | Buddy Rice        | Dreyer & Reinbold Racing |
| 8     | Ed Carpenter      | Vision Racing            |
| 9     | Darren Manning    | A.J. Foyt Enterprises    |
| 10    | Mário Moraes      | Dale Coyne Racing        |

### Mid-Ohio
| Plats | Förare            | Team                   |
| ----- | ----------------- | ---------------------- |
| 1     | Ryan Briscoe      | Team Penske            |
| 2     | Hélio Castroneves | Team Penske            |
| 3     | Scott Dixon       | Chip Ganassi Racing    |
| 4     | Will Power        | KV Racing Technology   |
| 5     | Oriol Servià      | KV Racing Technology   |
| 6     | Vitor Meira       | Panther Racing         |
| 7     | Tony Kanaan       | Andretti Green Racing  |
| 8     | Darren Manning    | A.J. Foyt Enterprises  |
| 9     | Hideki Mutoh      | Andretti Green Racing  |
| 10    | Ryan Hunter-Reay  | Rahal Letterman Racing |

### Edmonton
| Plats | Förare            | Team                   |
| ----- | ----------------- | ---------------------- |
| 1     | Scott Dixon       | Chip Ganassi Racing    |
| 2     | Hélio Castroneves | Team Penske            |
| 3     | Justin Wilson     | Newman/Haas/Lanigan    |
| 4     | Paul Tracy        | Vision Racing          |
| 5     | Oriol Servià      | KV Racing Technology   |
| 6     | Ryan Briscoe      | Team Penske            |
| 7     | Dan Wheldon       | Chip Ganassi Racing    |
| 8     | Ryan Hunter-Reay  | Rahal Letterman Racing |
| 9     | Tony Kanaan       | Andretti Green Racing  |
| 10    | Darren Manning    | A.J. Foyt Enterprises  |

### Kentucky
| Plats | Förare            | Team                     |
| ----- | ----------------- | ------------------------ |
| 1     | Scott Dixon       | Chip Ganassi Racing      |
| 2     | Hélio Castroneves | Team Penske              |
| 3     | Marco Andretti    | Andretti Green Racing    |
| 4     | Vitor Meira       | Panther Racing           |
| 5     | Dan Wheldon       | Chip Ganassi Racing      |
| 6     | Ed Carpenter      | Vision Racing            |
| 7     | Ryan Briscoe      | Team Penske              |
| 8     | Tony Kanaan       | Andretti Green Racing    |
| 9     | Ryan Hunter-Reay  | Rahal Letterman Racing   |
| 10    | Buddy Rice        | Dreyer & Reinbold Racing |

### Sears Point
| Plats | Förare            | Team                  |
| ----- | ----------------- | --------------------- |
| 1     | Hélio Castroneves | Team Penske           |
| 2     | Ryan Briscoe      | Team Penske           |
| 3     | Tony Kanaan       | Andretti Green Racing |
| 4     | Dan Wheldon       | Chip Ganassi Racing   |
| 5     | Danica Patrick    | Andretti Green Racing |
| 6     | Ernesto Viso      | HVM Racing            |
| 7     | Vitor Meira       | Panther Racing        |
| 8     | Graham Rahal      | Newman/Haas/Lanigan   |
| 9     | Justin Wilson     | Newman/Haas/Lanigan   |
| 10    | Mário Moraes      | Dale Coyne Racing     |

### Detroit
| Plats | Förare            | Team                   |
| ----- | ----------------- | ---------------------- |
| 1     | Justin Wilson     | Newman/Haas/Lanigan    |
| 2     | Hélio Castroneves | Team Penske            |
| 3     | Tony Kanaan       | Andretti Green Racing  |
| 4     | Oriol Servià      | KV Racing Technology   |
| 5     | Scott Dixon       | Chip Ganassi Racing    |
| 6     | Ryan Hunter-Reay  | Rahal Letterman Racing |
| 7     | Bruno Junqueira   | Dale Coyne Racing      |
| 8     | Will Power        | KV Racing Technology   |
| 9     | Ryan Briscoe      | Team Penske            |
| 10    | A.J. Foyt IV      | Vision Racing          |

### Chicagoland
| Plats | Förare            | Team                   |
| ----- | ----------------- | ---------------------- |
| 1     | Hélio Castroneves | Team Penske            |
| 2     | Scott Dixon       | Chip Ganassi Racing    |
| 3     | Ryan Briscoe      | Team Penske            |
| 4     | Tony Kanaan       | Andretti Green Racing  |
| 5     | Will Power        | KV Racing Technology   |
| 6     | Dan Wheldon       | Chip Ganassi Racing    |
| 7     | Darren Manning    | A.J. Foyt Enterprises  |
| 8     | Marco Andretti    | Andretti Green Racing  |
| 9     | Ryan Hunter-Reay  | Rahal Letterman Racing |
| 10    | Danica Patrick    | Andretti Green Racing  |

## Ställning
| Plats | Förare            | Team                      | Poäng |
| ----- | ----------------- | ------------------------- | ----- |
| 1     | Scott Dixon       | Chip Ganassi Racing       | 646   |
| 2     | Hélio Castroneves | Team Penske               | 629   |
| 3     | Tony Kanaan       | Andretti Green Racing     | 513   |
| 4     | Dan Wheldon       | Chip Ganassi Racing       | 492   |
| 5     | Ryan Briscoe      | Team Penske               | 447   |
| 6     | Danica Patrick    | Andretti Green Racing     | 379   |
| 7     | Marco Andretti    | Andretti Green Racing     | 363   |
| 8     | Ryan Hunter-Reay  | Rahal Letterman Racing    | 360   |
| 9     | Oriol Servià      | KV Racing Technology      | 358   |
| 10    | Hideki Mutoh      | Andretti Green Racing     | 346   |
| 11    | Justin Wilson     | Newman/Haas/Lanigan       | 340   |
| 12    | Will Power        | KV Racing Technology      | 331   |
| 13    | Vitor Meira       | Panther Racing            | 324   |
| 14    | Darren Manning    | A.J. Foyt Enterprises     | 323   |
| 15    | Ed Carpenter      | Vision Racing             | 320   |
| 16    | Buddy Rice        | Dreyer & Reinbold Racing  | 306   |
| 17    | Graham Rahal      | Newman/Haas/Lanigan       | 288   |
| 18    | Ernesto Viso      | HVM Racing                | 286   |
| 19    | A.J. Foyt IV      | Vision Racing             | 280   |
| 20    | Bruno Junqueira   | Dale Coyne Racing         | 256   |
| 21    | Mário Moraes      | Dale Coyne Racing         | 244   |
| 22    | Enrique Bernoldi  | Conquest Racing           | 220   |
| 23    | Jaime Câmara      | Conquest Racing           | 174   |
| 24    | Marty Roth        | Roth Racing               | 166   |
| 25    | Milka Duno        | Dreyer & Reinbold Racing  | 140   |
| 26    | Townsend Bell     | Dreyer & Reinbold Racing  | 120   |
| 27    | Mario Domínguez   | Pacific Coast Motorsports | 112   |
| 28    | Jay Howard        | Roth Racing               | 72    |

## Resultat
| Plats | Förare            | Hom | StP | Mot1 | LB1 | Kan | Indy | Mil | Tex | Iowa | Ric | WG  | Nas | Mid | Edm | Ken | Son | Det | Chi | Poäng |
| ----- | ----------------- | --- | --- | ---- | --- | --- | ---- | --- | --- | ---- | --- | --- | --- | --- | --- | --- | --- | --- | --- | ----- |
| 1     | Scott Dixon       | 1   | 22  | 3*   |     | 3*  | 1*   | 2*  | 1   | 4    | 3   | 11  | 1   | 3   | 1   | 1*  | 12  | 5   | 2   | 646   |
| 2     | Hélio Castroneves | 4   | 2   | 2    |     | 4   | 4    | 5   | 2*  | 14*  | 2   | 16  | 3   | 2   | 2*  | 2   | 1*  | 2*  | 1*  | 629   |
| 3     | Tony Kanaan       | 8   | 3   | 5    |     | 2   | 29   | 3   | 5   | 18   | 1*  | 3   | 4*  | 7   | 9   | 8   | 3   | 3   | 4   | 513   |
| 4     | Dan Wheldon       | 3   | 12  | 4    |     | 1   | 12   | 4   | 4   | 1    | 4   | 24  | 2   | 17  | 7   | 5   | 4   | 20  | 6   | 492   |
| 5     | Ryan Briscoe      | 19  | 23  | 9    |     | 7   | 23   | 1   | 3   | 7    | 15  | 12* | 23  | 1*  | 6   | 7   | 2   | 9   | 3   | 447   |
| 6     | Danica Patrick    | 6   | 10  | 1    |     | 19  | 22   | 9   | 10  | 6    | 6   | 14  | 5   | 12  | 18  | 11  | 5   | 16  | 10  | 379   |
| 7     | Marco Andretti    | 2*  | 25  | 18   |     | 5   | 3    | 21  | 19  | 3    | 9   | 5   | 24  | 25  | 17  | 3   | 14  | 18  | 8   | 363   |
| 8     | Ryan Hunter-Reay  | 7   | 17  | 7    |     | 18  | 6    | 15  | 20  | 8    | 16  | 1   | 19  | 10  | 8   | 9   | 18  | 6   | 9   | 360   |
| 9     | Oriol Servià      | 12  | 7   |      | 5   | 11  | 11   | 6   | 26  | 16   | 5   | 23  | 16  | 5   | 5   | 12  | 15  | 4   | 17  | 358   |
| 10    | Hideki Mutoh      | 24  | 6   | 11   |     | 6   | 7    | 12  | 6   | 2    | 13  | 9   | 14  | 9   | 27  | 18  | 13  | 11  | 22  | 346   |
| 11    | Justin Wilson     | 15  | 9   |      | 19  | 9   | 27   | 7   | 27  | 12   | 7   | 25  | 18  | 11  | 3   | 24  | 9   | 1   | 11  | 340   |
| 12    | Will Power        | 25  | 8   |      | 1*  | 27  | 13   | 14  | 13  | 9    | 25  | 15  | 11  | 4   | 22  | 26  | 25  | 8   | 5   | 331   |
| 13    | Vitor Meira       | 10  | 19  | 16   |     | 22  | 2    | 22  | 7   | 15   | 20  | 22  | 6   | 6   | 19  | 4   | 7   | 17  | 27  | 324   |
| 14    | Darren Manning    | 13  | 13  | 8    |     | 24  | 9    | 13  | 28  | 21   | 12  | 2   | 9   | 8   | 10  | 19  | 22  | 12  | 7   | 323   |
| 15    | Ed Carpenter      | 5   | 18  | 6    |     | 10  | 5    | 20  | 9   | 23   | 11  | 17  | 8   | 15  | 13  | 6   | 23  | 14  | 28  | 320   |
| 16    | Buddy Rice        | 11  | 15  | 12   |     | 20  | 8    | 10  | 8   | 22   | 22  | 4   | 7   | 20  | 11  | 10  | 11  | 19  | 25  | 306   |
| 17    | Graham Rahal      | Wth | 1*  |      | 13  | 12  | 33   | 25  | 11  | 10   | 18  | 8   | 12  | 16  | 26  | 25  | 8   | 13  | 19  | 288   |
| 18    | Ernesto Viso      | 17  | 4   |      | 9   | 14  | 26   | 8   | 14  | 13   | 10  | 10  |     | 22  | 15  | 13  | 6   | 24  | 23  | 286   |
| 19    | A.J. Foyt IV      | 9   | 11  | 15   |     | 8   | 21   | 17  | 12  | 5    | 24  | 19  | 22  | 18  | 12  | 20  | 20  | 10  | 13  | 280   |
| 20    | Bruno Junqueira   | 23  | 24  |      | 12  | 15  | 20   | 18  | 15  | DNS  | 23  | 6   | 15  | 13  | 14  | 14  | 17  | 7   | 20  | 256   |
| 21    | Mário Moraes      | 16  | 16  |      | 20  | 17  | 18   | 23  | 18  | 19   | 17  | 7   | 10  | 24  | 20  | 17  | 10  | 15  | 21  | 244   |
| 22    | Enrique Bernoldi  | 18  | 5   |      | 4   | 25  | 15   | 16  | 23  | 17   | 26  | 21  | 20  | 26  | 16  | 22  | 21  |     |     | 220   |
| 23    | Jaime Câmara      |     |     |      |     | 21  | 31   | 24  | 24  | 20   | 14  | 18  | 21  | 14  | 23  | 16  | 24  | 25  | 18  | 174   |
| 24    | Marty Roth        | 21  |     | 17   |     | 26  | 32   | DNS | 22  | DNS  | 19  |     | 13  | 21  | 21  | 23  | 26  | DNS | 16  | 166   |
| 25    | Milka Duno        | 20  |     |      |     | 16  | 19   | 17  | 24  |      |     | 20  | 17  | 23  |     | 21  |     | 23  | 14  | 140   |
| 26    | Townsend Bell     |     | 21  | 10   |     |     | 10   | 11  |     |      | 8   |     |     |     | 25  |     | 19  |     |     | 117   |
| 27    | Mario Domínguez   |     |     |      | 3   |     | DNQ  | 26  | 21  |      |     | 13  |     | 19  | 24  |     | 16  |     |     | 112   |
| 28    | Jay Howard        | 22  | 14  | 13   |     | 13  |      |     |     |      |     | 26  |     |     |     |     |     |     |     | 72    |
| 29    | Franck Perera     | 14  | 20  |      | 6   |     |      |     |     |      |     |     |     |     |     |     |     |     | 15  | 71    |
| 30    | John Andretti     |     |     |      |     |     | 16   | 19  | 16  | 11   | 21  |     |     |     |     |     |     |     |     | 71    |
| 31    | Tomas Scheckter   |     |     |      |     | 23  | 24   |     | 25  |      |     |     |     |     |     |     | 27  | 21  | 26  | 66    |
| 32    | Alex Tagliani     |     |     |      | 7   |     |      |     |     |      |     |     |     |     |     |     |     | 22  | 12  | 56    |
| 33    | Paul Tracy        |     |     |      | 11  |     |      |     |     |      |     |     |     |     | 4   |     |     |     |     | 51    |
| 34    | Sarah Fisher      |     |     |      |     |     | 30   |     |     |      |     |     |     |     |     | 15  |     |     | 24  | 37    |
| 35    | Roger Yasukawa    |     |     | 14   |     |     | DNQ  |     |     |      |     |     |     |     |     |     |     |     |     | 16    |
| 36    | Davey Hamilton    |     |     |      |     |     | 14   |     |     |      |     |     |     |     |     |     |     |     |     | 16    |
| 37    | Buddy Lazier      |     |     |      |     |     | 17   |     |     |      |     |     |     |     |     |     |     |     |     | 13    |
| 38    | Alex Lloyd        |     |     |      |     |     | 25   |     |     |      |     |     |     |     |     |     |     |     |     | 10    |
| 39    | Jeff Simmons      |     |     |      |     |     | 28   |     |     |      |     |     |     |     |     |     |     |     |     | 10    |
|       | Franck Montagny   |     |     |      | 2   |     |      |     |     |      |     |     |     |     |     |     |     |     |     | 0     |
|       | David Martínez    |     |     |      | 8   |     |      |     |     |      |     |     |     |     |     |     |     |     |     | 0     |
|       | Jimmy Vasser      |     |     |      | 10  |     |      |     |     |      |     |     |     |     |     |     |     |     |     | 0     |
|       | Alex Figge        |     |     |      | 14  |     |      |     |     |      |     |     |     |     |     |     |     |     |     | 0     |
|       | Nelson Philippe   |     |     |      | 15  |     |      |     |     |      |     |     |     |     |     |     |     |     |     | 0     |
|       | Antônio Pizzonia  |     |     |      | 16  |     |      |     |     |      |     |     |     |     |     |     |     |     |     | 0     |
|       | Roberto Moreno    |     |     |      | 17  |     |      |     |     |      |     |     |     |     |     |     |     |     |     | 0     |
|       | Juho Annala       |     |     |      | 18  |     |      |     |     |      |     |     |     |     |     |     |     |     |     | 0     |
|       | Phil Giebler      |     |     |      |     |     | DNQ  |     |     |      |     |     |     |     |     |     |     |     |     | 0     |
|       | Max Papis         |     |     |      |     |     | DNQ  |     |     |      |     |     |     |     |     |     |     |     |     | 0     |